# Confederazione Generale del Lavoro, della Tecnica e delle Arti
La Confederazione Generale del Lavoro, della Tecnica e delle Arti, anche conosciuta con la sigla CGLTA, fu progettata come la base del sistema corporativo della Repubblica Sociale Italiana. Il suo scopo era di fungere da contenitore organizzativo di tutte le singole corporazioni, rifondate sulla base delle nuove regole stabilite nel Congresso di Verona. I dirigenti vincolarono l'organizzazione al Deutsche Arbeitsfront (DAF) nazista al fine di gestire il reclutamento forzato di manodopera dall'Italia da inviare nei territori del Terzo Reich.

## Storia
La Confederazione generale del lavoro, della tecnica e delle arti viene costituita con il decreto di Mussolini n. 853 del 20 dicembre 1943.
Tale decreto dispone lo scioglimento e la liquidazione di tutte le confederazioni esistenti e delle federazioni di categoria da esse controllate. Al loro posto la Confederazione generale del lavoro, della tecnica e delle arti avrebbe assunto la "rappresentanza giuridica" di tutti i lavoratori e delle aziende già rappresentati dalle confederazioni padronali e sindacali.
Dopo la sconfitta della RSI, la CGLTA venne disciolta con il decreto legge n. 878 del 7 maggio 1948.

## Funzionamento
Le corporazioni avrebbero rappresentato ognuna un settore produttivo secondo lo schema già esistente nel regime fascista e, nell'ambito della socializzazione, avrebbero rappresentato ogni settore produttivo ed indirettamente ogni lavoratore secondo una logica organicistica.
La gerarchia interna sarebbe stata decisa su un sistema elettorale base-verticistico così articolato:
- i lavoratori di ogni azienda socializzata avrebbero eletto l'amministratore aziendale (il cui ruolo veniva in pratica a sostituire quello del padrone o di chi da esso delegato), il quale sarebbe venuto a rappresentare il rappresentante corporativo[non chiaro] di quell'azienda (delegabile nel caso di aziende più grandi);
- i rappresentanti corporativi di ogni azienda di un comune avrebbero eletto il rappresentante comunale di quella corporazione, i cui rappresentanti di ogni corporazione sarebbero venuti a formare il consiglio comunale; essi avrebbero eletto il rappresentante corporativo provinciale;
- i rappresentanti corporativi di una provincia sarebbero venuti a formare il consiglio provinciale; essi avrebbero eletto il rappresentante corporativo regionale;
- i rappresentanti corporativi di una regione sarebbero venuti a formare il consiglio regionale; essi avrebbero eletto il rappresentante corporativo nazionale;
- i rappresentanti corporativi nazionali sarebbero venuti a formare i rispettivi ministeri e quindi tutti assieme il consiglio dei Ministri[2].

## Interpretazioni
Secondo alcuni degli ideatori, tra cui Giuseppe Spinelli, Manlio Sargenti, e Piero Pisenti, le elezioni corporative avrebbero potuto prevedere anche la formazione di partiti politici tra i candidati, ma questa ipotesi era fortemente osteggiata dai più importanti gerarchi, tra cui Alessandro Pavolini, Renato Ricci, Roberto Farinacci, e Ferdinando Mezzasoma. Nonostante questo boicottaggio venne fondato il Partito Repubblicano Socialista Italiano da Edmondo Cione.